# Miami Ad School
Die Miami Ad School ist eine private Schule für Art Directoren, Werbetexter und Grafikdesigner mit dem Hauptsitz in Miami. Weitere Dependancen befinden sich in Buenos Aires, Mexiko-Stadt, San Francisco, Madrid, São Paulo, New York City, Toronto, Mumbai und Berlin.

## Historie
1993 wurde die Miami Ad School von Ron und Pippa Seichrist in Miami als private Werbeschule gegründet. Niederlassungen folgten in San Francisco, Minneapolis und São Paulo. Im Sommer 2003 wurde in Hamburg die Miami Ad School Europe von Oliver Voss und Niklas Frings-Rupp gegründet, die ihr bis Mitte 2019 als geschäftsführende Gesellschafter vorstanden.
Seit Juni 2019 ist Sabine Georg, ehemalige Google-Managerin, neue Geschäftsführerin und alleinige Gesellschafterin der Miami Ad School Europe GmbH. Von 2003 bis Ende Dezember 2021 gab es die Niederlassung der Miami Ad School Europe auf dem Kunst- und Mediencampus Finkenau in Hamburg. Seit Januar 2022 ist die Schule nur noch in Berlin ansässig - hier in der Factory Berlin ("The Community of Innovators") am Görlitzer Park (siehe: Bild rechts).

## Ausbildung

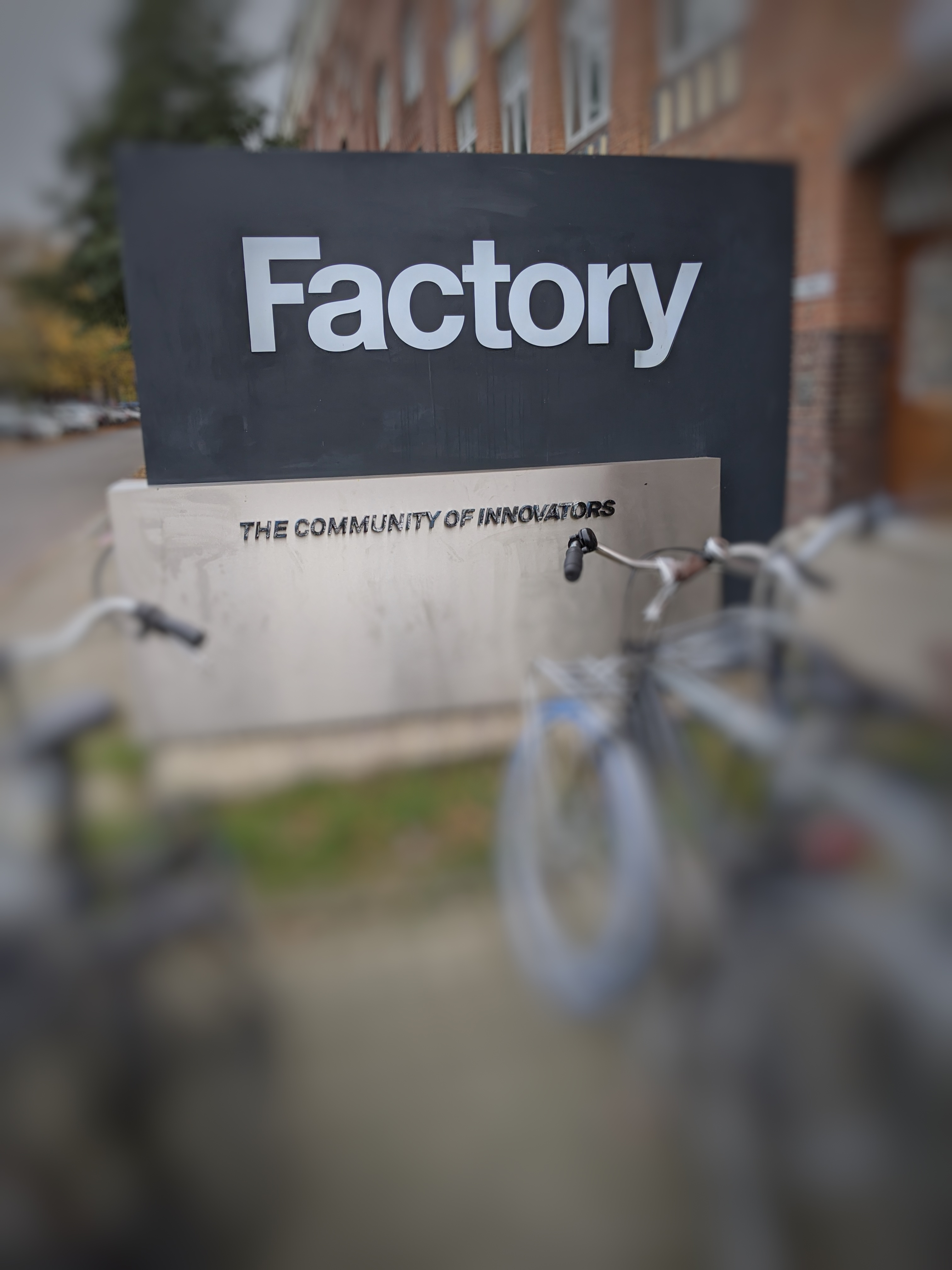
Factory Berlin am Görlitzer Park - hier ist die Miami Ad School Europe seit Januar 2021 ansässig.

Die Miami Ad School Europe - The International Institute of Creative Innovations bildet im Rahmen einer zweijährigen Ausbildung zum Art Director, Copywriter, sowie zum Creative Technologist aus. 